# Digital Dream (album)
Digital Dream is het derde album van Neuronium, de band rondom Michel Huygen.
De band bestond toen nog maar uit twee personen, Huygen en Guirao, een professionele band was het nog niet; Huygen werkte in de zorg. Opnamen vonden plaats in de Moraleda Studio in Barcelona. In Spanje werd de elpee en muziekcassette verkocht via Neuronium Records; de verkoop van de cd-versie in 1988 vond plaats via Martana Music S.A. Het dankwoord is gericht aan onder andere Klaus Schulze en diens technicus Klaus D. Müller, de muziek ligt in het verlengstuk van die twee. Huygen en Guirao bedienden zich toen voornamelijk apparatuur van Korg.
In 1990 verscheen een door Huygens zelf digitaal verbeterde versie van het album (New Digital Dream).

## Musici
- Michel Huygen - toetsen;
- Carlos Guirao - toetsen;
- Santi Picó - alle gitaren op Les tours du silence;

## Muziek
| Nr. | Titel                                | Duur  |
| --- | ------------------------------------ | ----- |
| 1.  | Flying over Kai Tak (Huygen, Guirao) | 25:27 |

| Nr. | Titel                         | Duur  |
| --- | ----------------------------- | ----- |
| 1.  | Privilege (Huygen, Guirao)    | 4:10  |
| 2.  | Les tours du silence (Huygen) | 17:13 |

Les tours du silence is opgedragen aan Rafael Sánchez, een vriend van Huygen die zomaar verdween.